# Cyamops neotropicus
Cyamops neotropicus är en tvåvingeart som beskrevs av Willi Hennig 1969. Cyamops neotropicus ingår i släktet Cyamops och familjen savflugor. Inga underarter finns listade i Catalogue of Life.